# Apatophyllum
Apatophyllum McGill. – rodzaj roślin należący do rodziny dławiszowatych (Celastraceae R. Br.). Obejmuje 5 gatunków występujących naturalnie w Australii.

## Morfologia
PokrójKrzew o nagich pędach.
LiścieZazwyczaj naprzemianległe, rzadziej naprzeciwległe. Są siedzące, całobrzegie, w kształcie igieł.
KwiatyPojedyncze, obupłciowe.
OwoceTorebki.

## Biologia i ekologia
Rośnie na skalistych wzgórzach i otwartych przestrzeniach w lasach

## Systematyka
Pozycja i podział według APWeb (2001...)
Rodzaj należący do rodziny dławiszowatych (Celastraceae R. Br.), rzędu dławiszowców (Celestrales Baskerville), należącego do kladu różowych w obrębie okrytonasiennych.
Wykaz gatunków
- Apatophyllum constablei McGill.
- Apatophyllum flavovirens A.R.Bean & Jessup
- Apatophyllum macgillivrayi Cranfield & Lander
- Apatophyllum olsenii McGill.
- Apatophyllum teretifolium A.R.Bean & Jessup